# 緑の地平線
『緑の地平線』（みどりのちへいせん）は、1935年（昭和10年）公開の阿部豊監督の日活映画と、楠木繁夫の歌った同名の主題歌。また同映画を原作としたテレビドラマ。

## 概要
阿部豊監督にとって「海國大日本」に継ぎオールトーキーの作品である。原作は朝日新聞が一万円の賞金を懸けて募集した小説で、児童作家・横山美智子の手による。内容は３人の女性の真の愛への目覚めを描いたものだが、映画ではこれを単純なお涙頂戴の作品にしてしまい、当時の映画評論家から「ありがちでつまらない」と酷評された。
主題歌「緑の地平線」は現代にいたるまで愛唱されているが、肝心の映画自身は戦災でフィルムが行方不明になってしまっており、現在ではスチール写真のみでその姿を偲ぶことしかできない。原作小説も60年近く絶版の状態のため、歌だけが一人歩きしている状況である。

## キャスト
- 瀬尾雄三：岡譲二
- 岡見良樹：中田弘二
- 吉井高一郎：高木永二
- 磯田鉄哉：小杉勇
- 仁吉：星ひかる
- 保科行雄：伊沢一郎
- 橋場庄吉：杉狂児
- ドスの透：見明凡太郎
- 深沢奈津子：水久保澄子（途中降板） → 星玲子
- 未亡人・逸子：西條エリ子
- 義母・登喜子：相良愛子
- 吉井早苗：黒田記代
- 磯田純子：村田知栄子
- 保科克子：沢村貞子
- マダム・みや子：紅沢葉子
- ゆかり：原節子

## スタッフ
- 監督：阿部豊
- 原作：横山美智子
- 脚色：荒牧芳郎

## 主題歌
「緑の地平線」（歌・楠木繁夫　作詞・佐藤惣之助　作曲・古賀政男）テイチクレコードより発売。

## テレビドラマ
本作を原作とするテレビドラマが、1962年4月12日と同年4月19日の2回に渡って、日本テレビ系列の『武田ロマン劇場』（武田薬品工業一社提供）で放送された。なお『武田ロマン劇場』は本作まで木曜21:45 - 22:30だったが、次作『新妻鏡』からは45分繰り下がって、木曜22:30 - 23:15での放送となる。

### キャスト
- 深沢奈津子：馬淵晴子
- 岡島：渡辺文雄
- 瀬尾雄三：浅香春彦
- 岸正子
- 南寿美子
- 宇佐美淳
- 増田順司
- 折原啓子

### スタッフ
- 演出：秋田英雄

| 日本テレビ系列 武田ロマン劇場      | 日本テレビ系列 武田ロマン劇場 | 日本テレビ系列 武田ロマン劇場                                                     |
| 前番組                             | 番組名                        | 次番組                                                                            |
| ---------------------------------- | ----------------------------- | --------------------------------------------------------------------------------- |
| かくて夢あり                       | 緑の地平線                    | 新妻鏡 ※木曜22:30 - 23:15                                                         |
| 日本テレビ系列 木曜21:45 - 22:30枠 |                               |                                                                                   |
| かくて夢あり                       | 緑の地平線                    | 今日の出来事 ※21:45 - 21:55スポーツニュース ※21:55 - 22:00シャノン ※22:00 - 22:30 |